# Quận El Paso, Colorado
Quận El Paso là một quận thuộc tiểu bang Colorado, Hoa Kỳ.
Quận này được đặt tên theo. Theo điều tra dân số của Cục điều tra dân số Hoa Kỳ năm 2000, quận có dân số người, ước tính năm 2009 dân số là 604.542 người.. Quận lỵ đóng ở Colorado Springs.

## Địa lý
Theo Cục điều tra dân số Hoa Kỳ, quận có diện tích 5517 km2, trong đó có 8 km2 là diện tích mặt nước.

### Các xa lộ chính
- Interstate 25
- U.S. Highway 24
- U.S. Highway 85
- State Highway 83
- State Highway 94
- State Highway 115

### Quận giáp ranh
- Quận Douglas - bắc
- Quận Elbert - bắc và đông
- Quận Lincoln - đông
- Quận Crowley - đông nam
- Quận Pueblo - nam
- Quận Fremont - tây
- Quận Teller - tây